# 초콜릿 스프레드

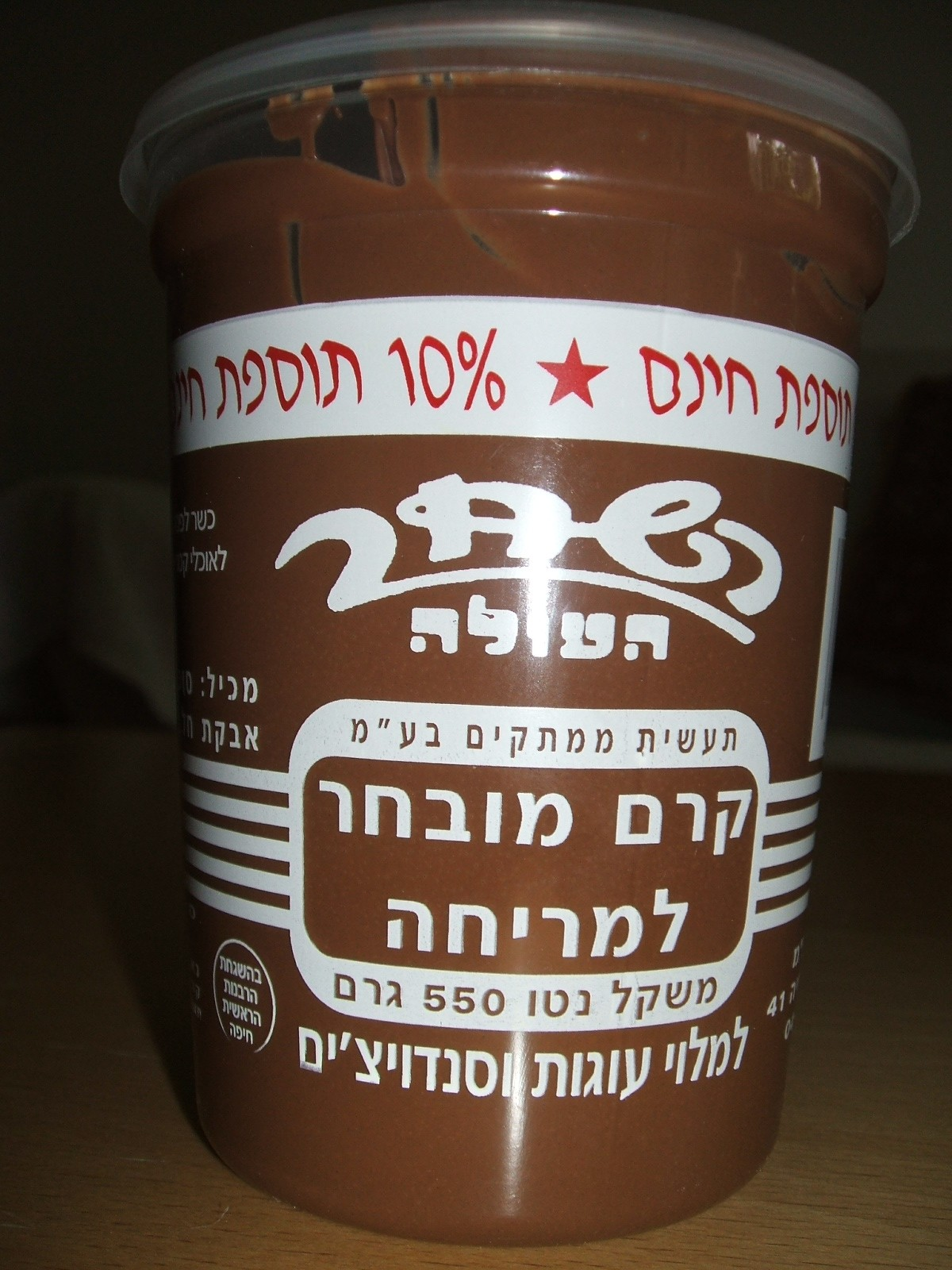

초콜릿 스프레드(chocolate spread)는 달콤한 초콜릿향 페이스트로서 빵과 토스트, 또는 와플, 팬케이트, 머핀, 피타 등에 바르는 스프레드이다.
초콜릿이 녹은 것과 맛, 향, 모습이 거의 똑같지만 실온에서 고체화되지 않는다.

## 영양 정보

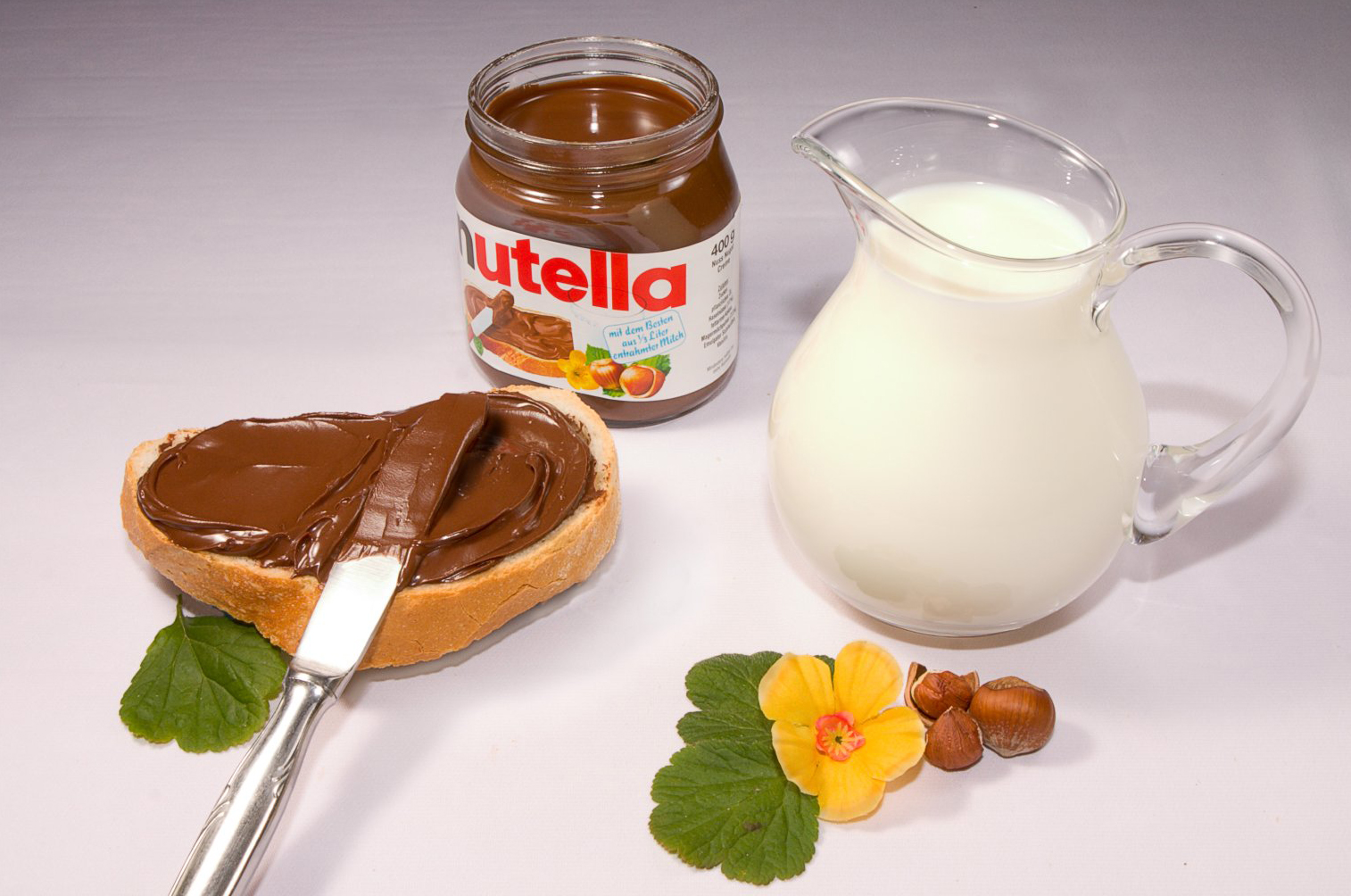
누텔라는 잘 알려져 있는 초콜릿 헤이즐넛 스프레드이다.

## 유명한 브랜드
- 누텔라 - 이탈리아
- 누도씨 - 독일
- 누가티 - 노르웨이
- 노실라 - 스페인
- 유로크림 - 세르비아